# 福井勝也
福井 勝也（フクイ カツヤ、1996年9月7日 - ）は、日本のプロボクサー。東京都世田谷区出身。帝拳ボクシングジム所属。

## 来歴
4歳から父より教わりボクシングを始める。また通っていた保育園の同級生にJ1湘南ベルマーレで活躍しているディサロ燦シルヴァーノがいる。5歳でオークラジムに入会。9歳で協栄ジムに移籍。
駿台学園高校1年で全国高校選抜にて準優勝。高3でインターハイ優勝。
東洋大学卒業後、帝拳ジム移籍。移籍後、プロに転向。担当トレーナーは大和心。
2019年9月7日、プロデビュー。
2021年3月25日、後楽園ホールで英洸貴と対戦し、8回3-0（80-72×2、79-73）で判定勝ちを収めた。
2024年3月2日、後楽園ホールで韓国バンタム級王者のオー・サンフンと対戦し、8回3-0（80-72×3）判定勝ちを収めた。
2025年4月22日、後楽園ホールで石井渡士也と日本スーパーバンタム級王座決定戦を行うも、プロ初黒星となる10回2分38秒TKO負けを喫し王座獲得に失敗した。

## 戦績
・アマチュア - 75戦59勝16敗
・プロ - 9戦8勝（6KO)1敗
| 戦           | 日付          | 勝敗 | 時間     | 内容     | 対戦相手                       | 国籍       | 備考                             |
| ------------ | ------------- | ---- | -------- | -------- | ------------------------------ | ---------- | -------------------------------- |
| 1            | 2019年9月7日  | ☆    | 2R       | KO       | キム・サンフン                 | 韓国       | プロデビュー戦                   |
| 2            | 2019年11月7日 | ☆    | 2R       | TKO      | チャックリット・ラーチャコット | タイ       |                                  |
| 3            | 2021年3月25日 | ☆    | 8R       | 判定 3-0 | 英洸貴（カシミ）               | 日本       |                                  |
| 4            | 2022年6月13日 | ☆    | 7R       | TKO      | ジェイソン・ブエナオブラ       | フィリピン | プロデビュー4連勝                |
| 5            | 2023年6月3日  | ☆    | 6R       | TKO      | スー・ハンビン                 | 韓国       | 1年ぶりの復帰戦                  |
| 6            | 2023年10月7日 | ☆    | 4R       | TKO      | ジェトロ・パブスタン           | フィリピン |                                  |
| 7            | 2024年3月2日  | ☆    | 8R       | 判定 3-0 | オー・サンフン                 | 韓国       |                                  |
| 8            | 2024年8月18日 | ☆    | 4R       | TKO      | ベン・マナンクィル             | フィリピン |                                  |
| 9            | 2025年4月22日 | ★    | 10R 2:38 | TKO      | 石井渡士也（REBOOT.IBA）       | 日本       | 日本スーパーバンタム級王座決定戦 |
| テンプレート |               |      |          |          |                                |            |                                  |

## 参考
1. “後楽園ホールでU-15全国大会開催”.   ボクシングニュース (2019年8月9日). 2024年1月5日閲覧。
2. “初メインの李健太　不満の判定勝ちに「もっと強くなる」 川端遼太郎が日本ランカー高橋竜也に勝利”.   ボクシングニュース (2021年3月25日). 2024年1月5日閲覧。
3. “3月の月間賞　デビュー戦勝利の武居由樹と藤田健児が新鋭賞　敢闘賞は福井勝也”.   ボクシングニュース (2021年4月6日). 2024年1月5日閲覧。
4. “【表彰式】福井勝也に3月度敢闘賞！”.東日本ボクシング協会公式youtude( 2021年08月11日）．2024年1月5日閲覧。
5. “最新日本ランキング　福井勝也、水谷直人、帝尊康輝、高橋利之、宇津見義広がランク入り”.   ボクシングニュース (2022年12月28日). 2024年1月5日閲覧。
6. “４・８プロボクシングデビュー戦控える那須川天心　ファンの前で初の公開スパー”.   デイリースポーツ (2023年4月1日). 2024年1月5日閲覧。